# Wassermühle von Saint-Bruno-de-Montarville

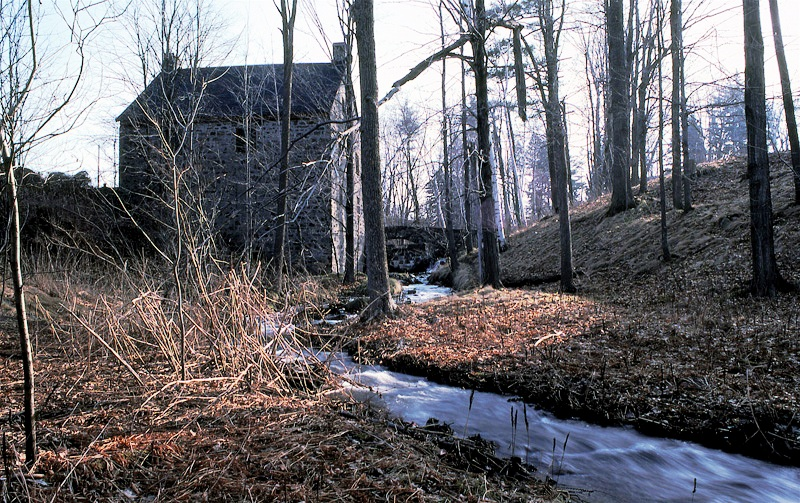
Der Vieux-Moulin

Die Wassermühle von Saint-Bruno-de-Montarville ist ein steinernes Bauwerk aus dem Jahr 1761 in der kanadischen Provinz Québec, das am Mont Saint-Bruno zwischen dem Lac du Moulin und dem Lac Seigneurial errichtet wurde. Damit stammt sie als einziges Bauwerk dieser Art noch aus der französischen Kolonialzeit und es handelt sich um die älteste Wassermühle für die Verarbeitung von Getreide in der Gemeinde Saint-Bruno-de-Montarville. Sie entstand auf dem Gebiet der Seigneurie de Montarville. Dort ist sie als Vieux-Moulin (alte Mühle) bekannt. Zuvor war bereits eine Mühle im Jahr 1725 errichtet worden, die jedoch nicht mehr existiert.
1710 übertrug Philippe de Rigaud de Vaudreuil, der Gouverneur von Neufrankreich, die neu geschaffene Seigneurie an Pierre Boucher de Boucherville. Doch 1723 hatten die neuen Herren noch keinerlei Rodungen vorgenommen und keine Siedler angesetzt, da der Lehnsherr 1718 gestorben war. Nachdem 1725 die besagte Wassermühle errichtet worden war, entstanden 1741, 1761 und 1799 drei weitere Mühlen. 1742 kam eine Gerberei hinzu, 1746 wurden erste Ländereien an Kolonisten im Rahmen des französischen Feudalsystems vergeben, 1758 entstand eine Windmühle. Im 19. Jahrhundert bestanden in der 1854 aufgehobenen Seigneurie sechs Mühlen, die verschiedenen Zwecken dienten, etwa dem Sägen, dem Gerben oder Weben.
1933 hatte der Ort 1.150 Einwohner, doch stieg die Einwohnerzahl bis 1961 wieder auf 6.500, 1979 waren es bereits 22.500.

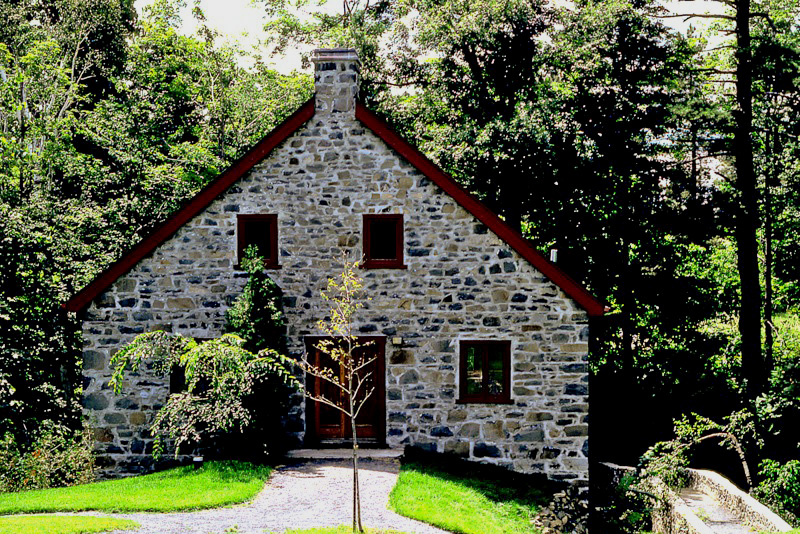
Fassade der Mühle nach der Restaurierung, um 1980

Die Wassermühle wurde in den 1970er Jahren, allerdings ohne das Mahlwerk und das Rad, restauriert. 1981 entstand die Société d’histoire de Montarville, die sich mit der Geschichte der Region befasst. Die Mühle wurde zu einer der Hauptattraktionen des Parc national du Mont-Saint-Bruno. Dort werden seit 2012 in einem salon de thé Kaffee- und Tee angeboten sowie lokale Spezialitäten. Die Mühle ist Eigentum der Société des établissements de plein-air du Québec (SÉPAQ).